# Rajd dei Fiori 1966
Rajd dei Fiori 1966 (6. Rallye dei Fiori) – 6 edycja rajdu samochodowego Rajd dei Fiori rozgrywanego we Włoszech. Rozgrywany był od 24 do 27 lutego 1966 roku. Była to trzecia runda Rajdowych Mistrzostw Europy w roku 1966.

## Klasyfikacja rajdu
| Miejsce                     | Kierowca                    | Pilot                       | Samochód                    | Czas                        | Strata                      |                             |
| Klasyfikacja generalnai ERC | Klasyfikacja generalnai ERC | Klasyfikacja generalnai ERC | Klasyfikacja generalnai ERC | Klasyfikacja generalnai ERC | Klasyfikacja generalnai ERC | Klasyfikacja generalnai ERC |
| --------------------------- | --------------------------- | --------------------------- | --------------------------- | --------------------------- | --------------------------- | --------------------------- |
| 1.                          | Leo Cella                   | Luciano Lombardini          | Lancia Fulvia Coupé HF      | 17:10                       | 0.0                         |                             |
| 2.                          | Günter Klass                | Robert Buchet               | Porsche 911                 | 17:29                       | +19                         |                             |
| 3.                          | Ove Andersson               | Rolf Dahlgren               | Lancia Fulvia Coupé HF      | 17:34                       | +24                         |                             |
| 4.                          | Sobiesław Zasada            | Kazimierz Osiński           | Steyr Puch 650 TR           | 18:41                       | +1:31                       |                             |
| 5.                          | Wilfried Gass               | Gerd Frey                   | Porsche 911                 | 18:43                       | +1:33                       |                             |
| 6.                          | Sergio Bettoja              | Pietro Bulla                | Porsche 911                 | 19:56                       | +2:46                       |                             |
| 7.                          | Gianni Vacca                | Walter Cordaro              | Renault 8 Gordini           | 22:03                       | +4:53                       |                             |
| 8.                          | Sergio Barbasio             | Giuseppe Giacomini          | Renault 8 Gordini           | 22:41                       | +5:31                       |                             |
| 9.                          | Dieter Lambart              | Heinz Heinrich              | Opel Kadett Coupé           | 25:59                       | +8:49                       |                             |
| 10.                         | Alberto Girardini           | Gianfranco Briani           | Lancia Fulvia HF            | 26:01                       | +8:51                       |                             |